# Hôtel de Bassompierre
El Hôtel de Bassompierre es una mansión privada ubicada en la Place des Vosges en París, Francia.

## Ubicación
El antiguo Hôtel du Cardinal de Richelieu, o Hôtel de Bassompierre, está ubicado en el 3 de París, en 23 place des Vosges en el lado norte de la plaza, entre los hoteles del Cardinal de Richelieu y el Escapier.

## Histórico

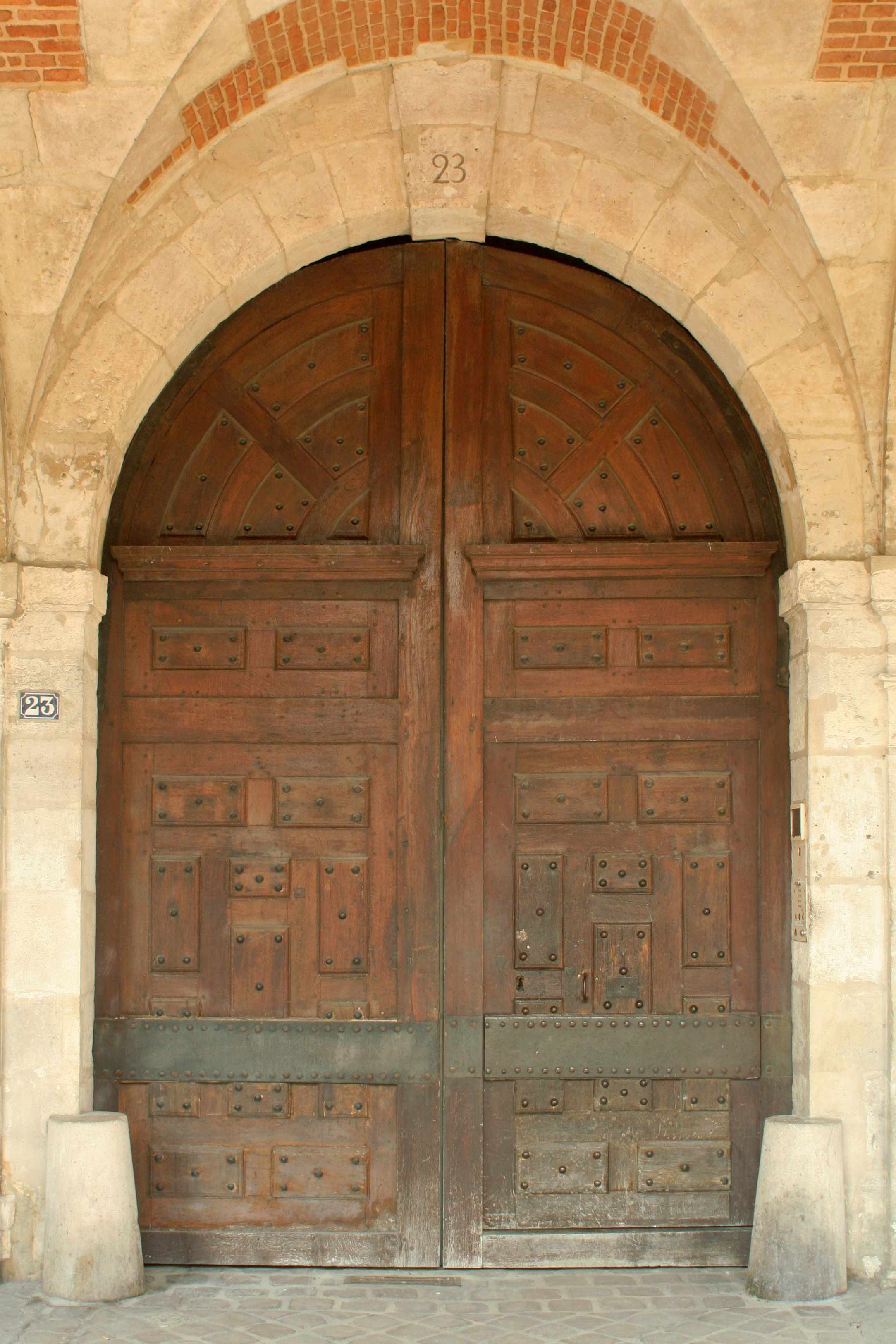
Hojas artesonadas de la puerta del Hôtel de Bassompierre en la Place des Vosges.

Se adjuntó en 1734 al Hôtel du Cardinal de Richelieu (21, place des Vosges).
Las fachadas y los techos de la plaza se clasifican como monumentos históricos en 1920; el techo decorado del apartamento de M Dufresnoy fue inscrito en 1953, mientras que la galería abovedada, el pasillo, las puertas y la escalera fueron inscritos en 1955.